# Rolley Lake Park
Rolley Lake Park är en park i Kanada.   Den ligger i provinsen British Columbia, i den södra delen av landet, 3 500 km väster om huvudstaden Ottawa. Rolley Lake Park ligger 417 meter över havet.
Terrängen runt Rolley Lake Park är kuperad åt sydost, men åt nordväst är den bergig. Närmaste större samhälle är Maple Ridge, 14,8 km väster om Rolley Lake Park.
I omgivningarna runt Rolley Lake Park växer i huvudsak blandskog. Runt Rolley Lake Park är det ganska tätbefolkat, med 139 invånare per kvadratkilometer.